# Depois eu Digo
Depois eu Digo foi uma tradicional escola de samba da cidade do Rio de Janeiro, situada no Morro do Salgueiro. 
Partiicpou do desfile extra de 1934, sem contudo, obter classificação.
Em 1953, fundiu-se com a escola Azul e Branco do Salgueiro, da mesma localidade, para fundar o Acadêmicos do Salgueiro.